# Oliver Villadsen
Oliver Villadsen (Sønderborg, Noruega, 16 de noviembre de 2001) es un futbolista danés. Su posición es la de defensa y su club es el Brøndby IF de la Superliga de Dinamarca.

## Selección nacional

### Participaciones en selección nacional
| Torneo                                                                  | Categoría | Sede      | Resultado      | Partidos | Goles |
| ----------------------------------------------------------------------- | --------- | --------- | -------------- | -------- | ----- |
| Fase de clasificación para el Campeonato Europeo Sub-17 de la UEFA 2018 | Sub-17    | Austria   | Clasificó      | 5        | 1     |
| Campeonato Europeo Sub-17 de la UEFA 2018                               | Sub-17    | Austria   | Fase de grupos | 3        | 0     |
| Fase de clasificación para el Campeonato Europeo de la UEFA Sub-19 2020 | Sub-19    | Dinamarca | Cancelado      | 3        | 0     |
| Fase de clasificación par la Eurocopa Sub-21 de 2023                    | Sub-21    | Europa    | En disputa     | 2        | 0     |

## Estadísticas

### Clubes
Actualizado al último partido jugado el 3 de diciembre de 2023.
| FC Nordsjælland Dinamarca | 1.ª           | 2019-20       | 11  | 0 | -  | - | - | - | 11  | 0 | 0    |
| FC Nordsjælland Dinamarca | 1.ª           | 2020-21       | 23  | 0 | 2  | 0 | - | - | 25  | 0 | 0    |
| FC Nordsjælland Dinamarca | 1.ª           | 2021-22       | 32  | 5 | 2  | 0 | - | - | 34  | 5 | 0,15 |
| FC Nordsjælland Dinamarca | 1.ª           | 2022-23       | 31  | 0 | 5  | 0 | - | - | 36  | 0 | 0    |
| FC Nordsjælland Dinamarca | 1.ª           | 2023-24       | 15  | 0 | 4  | 0 | 6 | 2 | 25  | 2 | 0,10 |
| FC Nordsjælland Dinamarca | Total         | Total         | 112 | 5 | 13 | 0 | 6 | 2 | 131 | 7 | 0,06 |
| 1. F. C. Núremberg · Alemania | 2.ª           | 2024-25       | 0   | 0 | 0  | 0 | - | - | 0   | 0 | 0    |
| 1. F. C. Núremberg · Alemania | Total         | Total         | 0   | 0 | 0  | 0 | 0 | 0 | 0   | 0 | 0    |
| Total carrera | Total carrera | Total carrera | 112 | 5 | 13 | 0 | 6 | 2 | 131 | 7 | 0,06 |
| (1) Incluye datos de Copa de Dinamarca. (2) Incluye datos de Liga Europa de la UEFA y Liga Europa Conferencia de la UEFA. (3) No incluye goles en partidos amistosos. |               |               |     |   |    |   |   |   |     |   |      |

### Selección de Dinamarca
Actualizado al último partido jugado el 23 de marzo de 2022.
| Selección        | Año   | Eliminatorias | Eliminatorias | Eliminatorias | Continental | Continental | Continental | Mundial | Mundial | Mundial | Amistosos | Amistosos | Amistosos | Total | Total | Total  | Media goleadora |
| Selección        | Año   | Part.         | Goles         | Asist.        | Part.       | Goles       | Asist.      | Part.   | Goles   | Asist.  | Part.     | Goles     | Asist.    | Part. | Goles | Asist. | Media goleadora |
| ---------------- | ----- | ------------- | ------------- | ------------- | ----------- | ----------- | ----------- | ------- | ------- | ------- | --------- | --------- | --------- | ----- | ----- | ------ | --------------- |
| Sub-16 Dinamarca |       |               |               |               |             |             |             |         |         |         |           |           |           |       |       |        |                 |
| 2017             | —     | —             | —             | —             | —           | —           | —           | —       | —       | 1       | 0         | 0         | 1         | 0     | 0     | 0      |                 |
| Total            | 0     | 0             | 0             | 0             | 0           | 0           | 0           | 0       | 0       | 1       | 0         | 0         | 1         | 0     | 0     | 0      |                 |
| Sub-17 Dinamarca |       |               |               |               |             |             |             |         |         |         |           |           |           |       |       |        |                 |
| 2017             | —     | —             | —             | 2             | 0           | 0           | —           | —       | —       | 2       | 0         | 0         | 4         | 0     | 0     | 0      |                 |
| 2018             | —     | —             | —             | 6             | 1           | 0           | —           | —       | —       | 2       | 0         | 0         | 8         | 1     | 0     | 0,13   |                 |
| Total            | 0     | 0             | 0             | 8             | 1           | 0           | 0           | 0       | 0       | 4       | 0         | 0         | 12        | 1     | 0     | 0,08   |                 |
| Sub-18 Dinamarca |       |               |               |               |             |             |             |         |         |         |           |           |           |       |       |        |                 |
| 2017             | —     | —             | —             | —             | —           | —           | —           | —       | —       | 4       | 0         | 0         | 4         | 0     | 0     | 0      |                 |
| 2018             | —     | —             | —             | —             | —           | —           | —           | —       | —       | 3       | 1         | 0         | 3         | 1     | 0     | 0,33   |                 |
| Total            | 0     | 0             | 0             | 0             | 0           | 0           | 0           | 0       | 0       | 7       | 1         | 0         | 7         | 1     | 0     | 0,14   |                 |
| Sub-19 Dinamarca |       |               |               |               |             |             |             |         |         |         |           |           |           |       |       |        |                 |
| 2019             | —     | —             | —             | 3             | 0           | 0           | —           | —       | —       | 3       | 0         | 0         | 6         | 0     | 0     | 0      |                 |
| 2020             | —     | —             | —             | —             | —           | —           | —           | —       | —       | 1       | 0         | 0         | 1         | 0     | 0     | 0      |                 |
| Total            | 0     | 0             | 0             | 3             | 0           | 0           | 0           | 0       | 0       | 4       | 0         | 0         | 7         | 0     | 0     | 0      |                 |
| Sub-20 Dinamarca |       |               |               |               |             |             |             |         |         |         |           |           |           |       |       |        |                 |
| 2021             | —     | —             | —             | —             | —           | —           | —           | —       | —       | 1       | 0         | 0         | 1         | 0     | 0     | 0      |                 |
| Total            | 0     | 0             | 0             | 0             | 0           | 0           | 0           | 0       | 0       | 1       | 0         | 0         | 1         | 0     | 0     | 0      |                 |
| Sub-21 Dinamarca |       |               |               |               |             |             |             |         |         |         |           |           |           |       |       |        |                 |
| 2021             | —     | —             | —             | —             | —           | —           | —           | —       | —       | 1       | 0         | 0         | 1         | 0     | 0     | 0      |                 |
| 2022             | —     | —             | —             | 1             | 0           | 0           | —           | —       | —       | —       | —         | —         | 1         | 0     | 0     | 0      |                 |
| Total            | 0     | 0             | 0             | 1             | 0           | 0           | 0           | 0       | 0       | 1       | 0         | 0         | 2         | 0     | 0     | 0      |                 |
| Total            | Total | 0             | 0             | 0             | 12          | 1           | 0           | 0       | 0       | 0       | 18        | 1         | 0         | 30    | 2     | 0      | 0,07            |
| 1. 2.            |       |               |               |               |             |             |             |         |         |         |           |           |           |       |       |        |                 |